# Mammillaria longimamma
Mammillaria longimamma es una especie perteneciente a la familia Cactaceae. Es endémico de Hidalgo, Querétaro y Guanajuato en México. Su hábitat natural son los áridos desiertos.

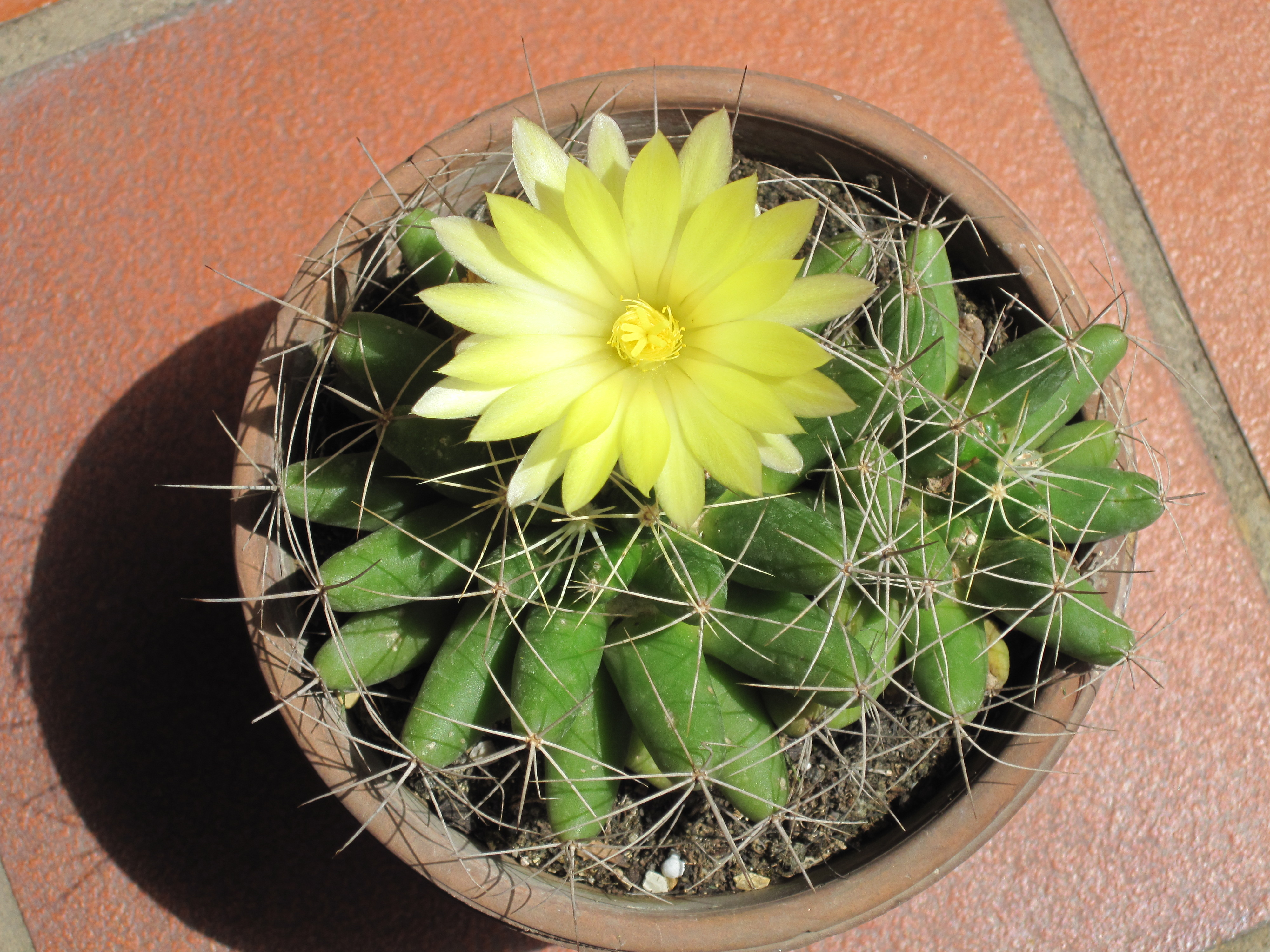
Mammillaria longimamma

## Descripción
Es una planta perenne carnosa y globosa con las hojas transformadas en espinas, de color verde y con las flores de color amarillo.

## Taxonomía
Mammillaria longimamma fue descrita por Augustin Pyrame de Candolle y publicado en Mém. Mus. Hist. Nat. 113. 1829.
Etimología
Mammillaria: nombre genérico que fue descrita por vez primera por Carolus Linnaeus como Cactus mammillaris en 1753, nombre derivado del latín mammilla = tubérculo, en alusión a los tubérculos que son una de las características del género.
longimamma: epíteto latíno que significa "con grandes mamas"
Sinonimia
- Dolichothele longimamma
- Mammillaria uberiformis
- Dolicholthele uberiformis